# Eratoneura metopia
Eratoneura metopia är en insektsart som först beskrevs av Ross 1957.  Eratoneura metopia ingår i släktet Eratoneura och familjen dvärgstritar. Inga underarter finns listade i Catalogue of Life.